# همت‌آباد علیا (رفسنجان)
همت آبادعلیا، روستایی از توابع بخش مرکزی شهرستان رفسنجان در استان کرمان ایران است.

## جمعیت
این روستا در دهستان قاسم‌آباد قرار دارد و براساس سرشماری مرکز آمار ایران در سال ۱۳۸۵، جمعیت آن ۱٬۵۸۲ نفر (۳۸۰خانوار) بوده‌است.